# آک‌نظروو
آک‌نظروو (انگلیسی: Aknazarovo) یک شهرک در شهرستان ملئوزوفسکی استان باشقیرستان کشور روسیه است.